# Luxemburgia bracteata
Luxemburgia bracteata är en tvåhjärtbladig växtart som beskrevs av John Duncan Dwyer. Luxemburgia bracteata ingår i släktet Luxemburgia och familjen Ochnaceae. Inga underarter finns listade i Catalogue of Life.